# مقاطعة غرمه
مقاطعة غرمه (بالفارسية: شهرستان گرمه) هي مقاطعة في محافظة خراسان الشمالية في إيران. عاصمة المقاطعة غرمه. يوجد في مقاطعة غرمه مدينتان هما غرمه ودرق. تم فصلها من مقاطعة جاجرم في عام 2008.